# Polystichum muscicola
Polystichum muscicola är en träjonväxtart som beskrevs av Ren-Chang Ching, W. M. Chu och Z. R. He. Polystichum muscicola ingår i släktet Polystichum och familjen Dryopteridaceae. Inga underarter finns listade.